# Vladimir Dračëv
Vladimir Petrovič Dračëv (in russo Владимир Петрович Драчёв?; traslitterazione anglosassone Vladimir Petrovich Drachov; Petrozavodsk, 7 marzo 1966) è un ex biatleta russo naturalizzato bielorusso.
Prima della dissoluzione dell'Unione Sovietica (1991), ha gareggiato per la nazionale sovietica; da allora al 2002 ha fatto parte della nazionale di biathlon della Russia, pe trasferirsi infine alla squadra bielorussa. Nelle liste IBU è registrato come Vladimir Drachev; è a volte indicato con la variante bielorussa del suo nome, Уладзімер Драчоў (Uladzimer Dračoŭ).

## Biografia
Originario di San Pietroburgo, ha iniziato a praticare biathlon a livello agonistico nel 1980. In Coppa del Mondo ha esordito nel 1988 nella sprint di Oslo Holmenkollen (16°), ha conquistato il primo podio nel 1994 nella sprint di Hinton (2°) e la prima vittoria nello stesso anno nell'individuale di Bad Gastein. Nella stagione 1995-1996 ha conquistato la Coppa del Mondo; in quella 2002-2003 è arrivato 2º dietro Ole Einar Bjørndalen.
Ai Mondiali del 1996 a Ruhpolding è stato soprannominato "batterista nella neve", dopo aver conquistato quattro medaglie su quattro disponibili, due ori e due argenti. Ai Giochi olimpici invernali Dračëv ha vinto con la staffetta russa una medaglia d'argento (Lillehammer 1994) e una di bronzo (Nagano 1998). Mancò la medaglia individuale, solo sfiorata alla sua prima apparizione olimpica, a Lillehammer, dove arrivò quarto nella sprint vinta dal connazionale Sergej Čepikov davanti al tedesco Ricco Groß e all'altro russo Sergej Tarasov.

## Palmarès

### Olimpiadi
- 2 medaglie:
  - 1 argento (staffetta a Lillehammer 1994)
  - 1 bronzo (staffetta[1] a Nagano 1998)

### Mondiali
- 11 medaglie:
  - 4 ori (sprint, staffetta a Ruhpolding 1996; inseguimento[1] a Pokljuka/Hochfilzen 1998; staffetta[1] a Oslo/Lahti 2000)
  - 5 argenti (gara a squadre a Canmore 1994; individuale, gara a squadre a Ruhpolding 1996; partenza in linea[1], staffetta[1] a Kontiolahti/Oslo 1999)
  - 2 bronzi (gara a squadre a Pokljuka/Hochfilzen 1998; staffetta[1] a Chanty-Mansijsk 2003)

### Coppa del Mondo
- Vincitore della Coppa del Mondo nel 1996
- 42 podi (27 individuali, 15 a squadre[2]), oltre a quelli conquistati in sede olimpica o iridata e validi ai fini della Coppa del Mondo:
  - 21 vittorie (13 individuali, 8 a squadre)
  - 12 secondi posti (7 individuali, 5 a squadre)
  - 9 terzi posti (7 individuali, 2 a squadre)

#### Coppa del Mondo - vittorie
| Data             | Località           | Nazione              | Spec.                                                      |
| ---------------- | ------------------ | -------------------- | ---------------------------------------------------------- |
| 8 dicembre 1994  | Bad Gastein        | Austria              | IN                                                         |
| 18 gennaio 1996  | Osrblie            | Slovacchia           | IN                                                         |
| 20 gennaio 1996  | Osrblie            | Slovacchia           | SP                                                         |
| 9 marzo 1996     | Pokljuka           | Slovenia             | SP                                                         |
| 16 marzo 1996    | Hochfilzen         | Austria              | SP                                                         |
| 9 marzo 1997     | Nagano             | Giappone             | RL (con Viktor Majgurov, Sergej Tarasov e Aleksej Kobelev) |
| 21 dicembre 1997 | Kontiolahti        | Finlandia            | RL (con Sergej Rožkov, Sergej Tarasov e Pavel Rostovcev)   |
| 7 marzo 1998     | Pokljuka           | Slovenia             | SP                                                         |
| 12 marzo 1998    | Hochfilzen         | Austria              | IN                                                         |
| 14 marzo 1998    | Hochfilzen         | Austria              | SP                                                         |
| 8 gennaio 1999   | Oberhof            | Germania             | SP                                                         |
| 28 febbraio 1999 | Lake Placid        | Stati Uniti          | RL (con Viktor Majgurov, Sergej Rožkov e Pavel Rostovcev)  |
| 19 dicembre 1999 | Osrblie/Pokljuka   | Slovacchia/ Slovenia | MS                                                         |
| 23 gennaio 2000  | Anterselva         | Italia               | RL (con Viktor Majgurov, Sergej Rožkov e Pavel Rostovcev)  |
| 12 dicembre 2002 | Pokljuka/Östersund | Slovenia/ Svezia     | RL (con Aljaksej Ajdaraŭ, Rustam Valiulin e Aleh Ryžankoŭ) |
| 23 gennaio 2003  | Anterselva         | Italia               | IN                                                         |
| 25 gennaio 2003  | Anterselva         | Italia               | RL (con Aljaksej Ajdaraŭ, Rustam Valiulin e Aleh Ryžankoŭ) |
| 14 febbraio 2003 | Oslo Holmenkollen  | Norvegia             | RL (con Aljaksej Ajdaraŭ, Rustam Valiulin e Aleh Ryžankoŭ) |
| 15 febbraio 2003 | Oslo Holmenkollen  | Norvegia             | SP                                                         |
| 23 febbraio 2003 | Östersund          | Svezia               | PU                                                         |
| 14 gennaio 2004  | Ruhpolding         | Germania             | RL (con Aljaksandr Syman, Rustam Valiulin e Aleh Ryžankoŭ) |

Legenda:

SP = sprint

IN = individuale

PU = inseguimento

MS = partenza in linea

RL = staffetta